# Allotropa burrelli
Allotropa burrelli är en stekelart som beskrevs av Muesebeck 1943. Allotropa burrelli ingår i släktet Allotropa och familjen gallmyggesteklar. Inga underarter finns listade i Catalogue of Life.